# Казанцев, Гавриил Гавриилович
 Гавриил Гавриилович Казанцев  (12 марта 1854, Екатеринбург — 19 апреля 1902, Екатеринбург) — русский золотопромышленник и крупный общественный деятель на Урале, городской глава Екатеринбурга.

## Биография
Родился 12 марта 1854 года в Екатеринбурге в семье екатеринбургского купца-старовера, золотопромышленника и потомственного почётного гражданина Гавриила Фомича Казанцева.
В 1865 году поступил в Екатеринбургскую гимназию, курс которой окончил с золотой медалью в 1871 году.
В том же году поступил на физико-математический факультет Санкт-Петербургского университета. Прослушав два первых курса, на третьем по специальности выбрал химию и агрономию. В 1875 году окончил курс со степенью кандидата естественных наук.
В том же году он защитил диссертацию на тему «Об утоплении кетонов» и получил диплом. 28 октября 1877 года утверждён в должности сверхштатного лаборанта химической лаборатории Санкт-Петербургского университета. Эту должность он занимал до 28 января 1879 года, работая в лаборатории профессора Д. И. Менделеева по его поручению над исследованием точных весов, предназначавшихся для взвешивания газов и самостоятельно над амальгамацией золота. По семейным обстоятельствам уволился от должности лаборанта и переехал в Екатеринбург.
В Екатеринбурге возглавил перешедшую ему по наследству семейную золотопромышленную фирму, имевшую прииски в Енисейской, Иркутской, Оренбургской и Томской губерниях. В 1880 году Гавриил Казанцев вступил в Уральское общество любителей естествознания и принял непосредственное участие в организации публичных лекций. Также он переоборудовал под любительский театр одно из зданий своей усадьбы, и вместе с женой принимал участие в спектаклях.
В том же году он прочитал лекции «Об огне», «О воде», «О воздухе», в 1887 году он участвовал в подготовке и проведении Сибирско-Уральской выставки, на которой экспонировались старинные книги и редкие рукописи из его домашней библиотеки, а также модель изобретённой им золотопромывальной машины. Не менее активно Казанцев сотрудничал с местным музыкальным кружком и благотворительным обществом.
В 1884 году избран гласным екатеринбургской городской думы. В 1887 году он стал почётным мировым судьёй, в 1888 году вошёл в состав Екатеринбургского уездного земства, в 1889 году был избран членом уездного по крестьянским делам присутствия. 15 июня 1898 года Гавриил Гавриилович был избран городским головой Екатеринбурга.
В 1895 году выступил соучередителем екатеринбурского Общества любителей изящных искусств (ОЛИИ).
19 апреля 1902 года он скоропостижно скончался и был похоронен на единоверческом кладбище.

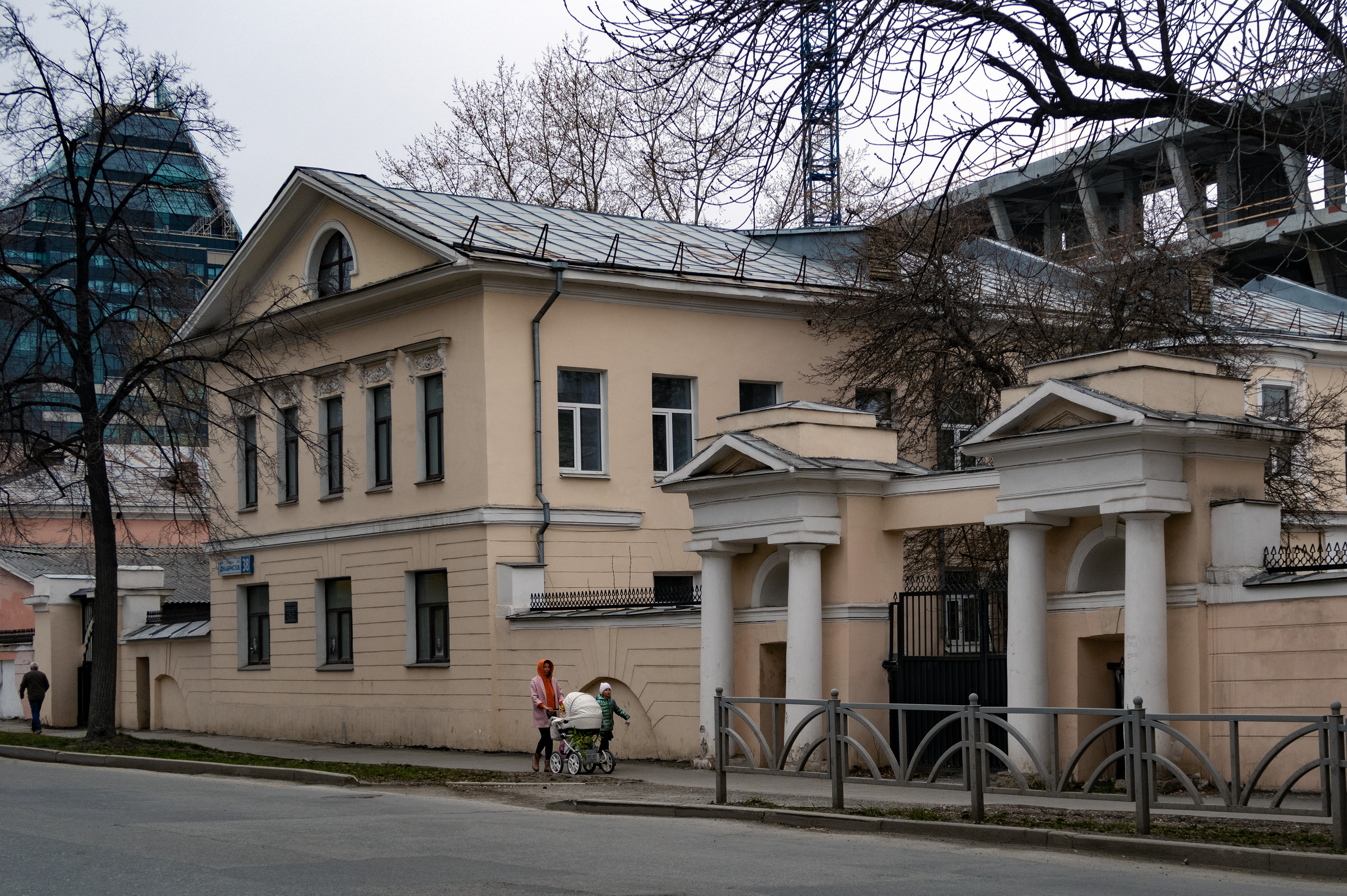
Главное здание усадьбы Казанцевых в Екатеринбурге

## Семья
Был женат на Вере Яковлевне Казанцевой, родившейся в 1864 году в семье почетных граждан Я.И. и А.А. Расторгуевых. Венчание произошло 9 июня 1880 года в Свято-Троицкой (Рязановской) церкви. После смерти мужа она вышла замуж за предпринимателя Леонида (Леонтия) Ивановича Вишневецкого.
В период нахождения Екатеринбурга под властью Колчака вместе с ним выехала в Иркутск к своей сестре Валентине Яковлевне. В 1920 году вывезенная ими из  усадьбы коллекция картин и книг была реквизирована и разошлась по государственным учреждениям. В состав коллекции входили пейзажи А. К. Денисова-Уральского, четыре портрета кисти П. П. Веденецкого, шестнадцать полотен В. Г. Казанцева (академика живописи, брата Гавриила Гаврииловича), работы В. В. Полякова, Д. М. Гаврильцева и портрет Вишневецкого кисти Н. Розанова.